# Asyndetus lineatus
Asyndetus lineatus är en tvåvingeart som först beskrevs av Meijere 1916.  Asyndetus lineatus ingår i släktet Asyndetus och familjen styltflugor. Inga underarter finns listade i Catalogue of Life.